# Яренга
Я́ренга (також Я́реньга) — річка в Республіці Комі і Архангельській області Росії, права притока Вичегди.

## Основні дані і географія протікання
Річка бере початок в Усть-Вимському районі Республіки Комі, на відстані 5 км на південний схід від залізничної станції Вежайка. Тече на північ і захід, потому на південь і зрештою на південний схід.
Довжина річки — 152 км, з них на території Республіки Комі — 70 км, відповідно по Архангельській області — 82 км.
Впадає у Вичегду за 5 км нижче села Яренськ (Ленський район Архангельської області) двомя рукавами — т.зв. Старою і Новою Яренгою.
Живлення змішане, з переважанням снігового. Крига скресає наприкінці квітня — на поч. травня (іноді спосетрігаються крижані корки); замерзає Яренга в середині жовтня.
У верхів'ї Яренги чимало порогів, течія — швидка і стрімка. По берегах ростуть соснові і модринові гаї.

## Притоки
Яренга має чимало приток:
- ліві: Мала Яренга, Єфімов ручей, Сазонд'йоль, Вежай, Кус, Гімн, Урбаш, Сярьєво, Крюковка, Інтом.
- праві: Чедьєв ручей, Кідб'йоль, Суройоль, Уктим, Очея, Червенка, Кіжмола.

## Населені пункти і використання
Яренга протікає через населені пункты: станція Яренга, Пантий, Усть-Очея, Савкіно, Тохта, Лисімо, Богослово, Паладіно, Верхній Базлук, Запань Яреньга.
Рибальство у водах Яренги — в річку на нерест заходить сьомга, також водяться щука, окунь, харіус, плітка, минь, йорж.